# Nikola Radičević
Pour les articles homonymes, voir Radičević.
Nikola Radičević, né le 25 avril 1994 à Čačak, Moravica, est un joueur serbe de basket-ball. Il évolue au poste de meneur.

## Biographie
Né à Čačak, il commence sa carrière avec l'équipe jeune du Partizan Belgrade. Lors du championnat d'Europe U18 en 2012, il a des moyennes de 12,4 points, 2,9 rebonds et 5,1 passes décisives par match et termine dans le cinq majeur de la compétition.
En 2012, il part en Espagne au CDB Séville en Liga ACB pour cinq saisons où il s'entraîne constamment avec l'équipe professionnelle du club mais joue avec l'équipe jeune en Liga EBA. Lors de la saison 2014-2015, il fait partie de l'effectif de l'équipe première de Séville.
Le 25 juin 2015, il est sélectionné à la 57e position de la draft 2015 de la NBA par les Nuggets de Denver.
En juillet 2017, Radičević signe un contrat de trois ans avec l'Étoile rouge de Belgrade.
En janvier 2018, Radičević quitte l'Étoile rouge et signe un contrat jusqu'à la fin de la saison avec le club espagnol de CB Gran Canaria.
En août 2018, Radičević signe un contrat de trois ans avec l'Aquila Basket Trente mais en novembre 2018, il rejoint de nouveau le CB Gran Canaria avec lequel il signe un contrat courant jusqu'à la fin de la saison,.
En février 2020, Radičević est échangé contre Manu Lecomte et part jouer à l'UCAM Murcie.
En octobre 2020, il rejoint le Promithéas Patras, club grec de première division.
Le 26 février 2021, Radičević s'engage jusqu'à la fin de la saison avec le Trefl Sopot, club polonais de première division.

## Palmarès

### Sélection nationale
- 3e du championnat d'Europe U18 en 2012
- 2e du championnat d'Europe U18 en 2011
- 5e du championnat d'Europe U16 en 2010
- 5e du championnat du monde U17 en 2010
- 3e du championnat d'Europe U16 en 2009